# Hanne Hansen
Hanne Hansen (født 1944 i København) er en dansk forfatter og digter.
Hun bor i dag i København og har været på studieophold i Tokyo vedrørende haiku. I 1991 modtog hun Peder Jensen Kjærgaards og Hustrus Forfatterlegat.

## Ekstern henvisning
Artikel om haiku Arkiveret 14. januar 2006 hos  Wayback Machine i Sentura